# Tỷ số nợ trên tài sản
Tỷ số nợ trên tài sản (hay Tỷ lệ nợ trên tài sản, Tỷ số nợ trên tổng tài sản, Tỷ số nợ D/A) là một tỷ số tài chính đo lường năng lực sử dụng và quản lý nợ của doanh nghiệp.

## Cách tính
Tỷ số này (thường tính bằng %) được tính bằng cách lấy tổng nợ (tức là gồm cả nợ ngắn hạn lẫn nợ dài hạn) của doanh nghiệp trong một thời kỳ nào đó chia cho giá trị tổng tài sản trong cùng kỳ. Các số liệu này có thể lấy từ bảng cân đối kế toán của doanh nghiệp. Công thức tính như sau:
| Tỷ số nợ trên tài sản = 100% x | Tổng nợ      |
| Tỷ số nợ trên tài sản = 100% x | Tổng tài sản |

## Ý nghĩa
Tỷ số này cho biết có bao nhiêu phần trăm tài sản của doanh nghiệp là từ đi vay. Qua đây biết được khả năng tự chủ tài chính của doanh nghiệp. Tỷ số này mà quá nhỏ, chứng tỏ doanh nghiệp vay ít. Điều này có thể hàm ý doanh nghiệp có khả năng tự chủ tài chính cao. Song nó cũng có thể hàm ý là doanh nghiệp chưa biết khai thác đòn bẩy tài chính, tức là chưa biết cách huy động vốn bằng hình thức đi vay. Ngược lại, tỷ số này mà cao quá hàm ý doanh nghiệp không có thực lực tài chính mà chủ yếu đi vay để có vốn kinh doanh. Điều này cũng hàm ý là mức độ rủi ro của doanh nghiệp cao hơn.
Khi dùng tỷ số này để đánh giá cần so sánh tỷ số của một doanh nghiệp cá biệt nào đó với tỷ số bình quân của toàn ngành.